# ミノルタ
ミノルタ株式会社（英: Minolta Co.,Ltd.）は、かつて日本に存在したカメラ・複写機を主力とする大手光学機器メーカー。本社は大阪市中央区安土町に存在していた。日本の光学機器メーカーとしてはコニカに次いで2番目に古い歴史を誇る。2003年にコニカと合併しコニカミノルタとなったが、同社は2006年3月をもってカメラ、フィルム関連事業より撤退している。

## 概要

### 日独写真機商店時代
創業者の田嶋一雄は日本に職を求めて来たドイツ人ビリー・ノイマン、日本で写真機械の輸入をしていたドイツ人ウィリー・ハイレマンと協力してカメラの国産化を企て、1928年11月に個人企業の日独写真機商店を設立した。社名はこの協力関係を表すとともに、舶来礼賛の当時、ドイツの技術を誇示する意図もあったと思われる。
兵庫県武庫郡（現西宮市）に工場を建設し、30人ほどの従業員を集めて事業を始めた。当時の近畿地方には精密工業の基盤が全くなかったため、ネジ1本の生産、メッキに至るまで下請けには出せず、自社で行わねばならなかった。
1929年3月に第一号機ニフカレッテを完成し、これはエ・クラウスのローレッテのコピー、レンズとシャッターはドイツからの輸入品であり、また工員も不慣れで当初月産50台という状態ではあったが、ボディーはなかなかの出来であった。以後ブランドは社名のニ、フォトグラフのフ、カメラのカからニフカを使用した。1930年にはハンドカメラのニフカクラップ、ニフカスポーツ、ニフカドックスなどを発売し、製造も軌道に乗った。
1930年10月に武庫川工場でストライキがあり、田嶋一雄は穏健策を提案したが、工場責任者であったウィリー・ハイレマンはストライキ参加者全員の解雇という強硬策を押し切り、2人の関係が微妙になっていく。

### モルタ合資会社時代
1931年7月、資本金30万円で「モルタ合資会社」（Mechanismus, Optik und Linsen von TAshima ）に組織変更した。この時点ではまだドイツ人2人は在籍していたのにもかかわらず会社名から「ドイツ」に相当する文字はなくなり、無限責任社員は田嶋一雄のみで有限責任社員にも名前がなかった。ウィリー・ハイレマンは1931年11月に退社し武庫川上流にシャッター工場を開設し、1932年にビリー・ノイマンも退社して合流、ノイマン・ハイレマン工場となり、田嶋に対抗意識を燃やしていくことになった。ニフカレッテはシリウスベベ、ニフカクラップはシリウス、ニフカスポーツはアルカデアに改名しニフカブランドも廃止された。

### ミノルタブランドの使用開始
1933年にミノルタ、セミミノルタが発売され、この時ミノルタブランドが初めて使われた。ミノルタは「Machinery and INstruments OpticaL by TAshima」という英語の文字からとったもので、創業者の田嶋一雄によって名づけられた。この名称は『稔る田（みのるた）』の意味も含んでおり、創業者の生母が『稔るほど頭を垂れる稲穂のように、常に謙虚でありなさい』と言っていたことを肝に銘じておきたかったからとも言われている。

### 千代田光学精工時代
1937年「千代田光学精工株式会社」に組織変更した。不思議なことに由来について何も伝わっていないが、当時の時局柄欧米的造語を避け国粋的な名称を選んだと考えられている。
浅沼商会はモルタ合資会社時代には数ある取引先の一つに過ぎなかったが、1937年12月10日浅沼商会との提携披露宴が開かれ、1938年1月19日に浅沼商会は写真材料店120名を招待しミノルタ製品を披露した。以後ミノルタ製品は浅沼商会の名前で販売されることになり、当時は問屋の力が強かったため場合によっては浅沼商会の広告に「弊社工場に於て謹製」などと書かれる場合もあり、戦前からのカメラファンの中には浅沼商会がミノルタ製品を作っていると誤解していた人も多かった。

### 軍需工場時代と戦後の再スタート
1937年7月7日盧溝橋事件に始まる日中戦争の拡大を受け、1937年9月に臨時資金調整法、輸出入品等臨時措置法、軍需工業総動員法が公布され、軍需産業以外の産業は極めて困難になった。さらに1938年4月に国家総動員法が公布され、この傾向はさらに強まった。1938年ミノルタにも大阪の陸軍造兵廠から砲弾信管を受注し、海軍からは双眼鏡の注文が入るようになり、企業の生き残りのため積極的に軍の注文を受けるようになった。このため、陸軍予備役であった田嶋一雄に召集令状が来て入隊したが、しばらくして「仕事の方でご奉公せよ」と除隊になったという。カメラ生産も順次縮小されつつも続けられた。
第二次世界大戦の敗戦で軍需工場の指定は解除され、その後占領軍による民需生産転換も許可されたが、武庫川工場、尼崎工場、小松工場は空襲や火災で全焼被害を受けており、残っていたのは堺工場、大阪市東区に逆疎開した本社工場、伊丹工場だけであった。これに加え敗戦で閉鎖されていた豊川海軍工廠光学部を買い取り、豊川工場として再出発した。部品の残りや焼け残った金型などを使用し1946年には戦後第一号機となるセミミノルタIIIAを発売できた。

### ミノルタカメラ時代
1962年にカメラのブランド名であった「ミノルタ」を社名に冠し「ミノルタカメラ株式会社」に商号変更。

### ミノルタ時代
1994年に「ミノルタ株式会社」と改称した後は2003年8月に「コニカ株式会社」と経営統合するまで同社名が使われてきた。また、ミノルタの最後期に使用されたCIロゴマークは、ソール・バスによりデザインされたもので（1978年より採用されたが、初期のロゴは白線が4本だった。1981年にマイナーチェンジされて線が5本に増えたものが引き続き使用されている）、現在のコニカミノルタでも引き続き使用されている。詳細はコニカミノルタの冒頭の説明も参照されたい。
コーポレートメッセージは、1990年代は「ハートフルテクノロジー きらりミノルタ」だったが、2001年に「The essentials of imaging」が新たに制定されて、コニカミノルタでも2011年9月まで採用されていた。

## 主力製品
一眼レフオートフォーカスカメラのα（アルファ）シリーズ、デジタルカメラのDiMAGE（ディマージュ）シリーズ、業務用複写機。
なお、歴史が長く一般消費財でもあるカメラで知られているが、事業規模としては1980年代に複写機を中心とする事務機器が主力となっている。その後のコニカミノルタ統合後も同様。

## ミノルタ製カメラの歴史
1929年発売のベスト判カメラ「ニフカレッテ」に始まる。その後二眼レフカメラを得意としていたが、1947年発売の「ミノルタ35」を皮切りに次第に35ミリカメラに開発の比重を移していくこととなる。
1962年、NASAの厳しい試験をクリアした35mmレンズシャッターカメラ「ハイマチック」がジョン・ハーシェル・グレン中佐が乗り込むフレンドシップ7号の宇宙飛行用カメラとして採用され、フレンドシップ7号にちなんで製品名称に7を多用するようになる。ミノルタのカメラが普及した背景には技術力もさることながらミノルタのCM戦略も大きかった。
1980年、当時大学生の宮崎美子を起用した「X-7」のCMが大ヒット、X-7は瞬く間に当時のベストセラーモデルとなった。
1985年発売、世界初のシステム一眼レフカメラ「α-7000」に始まるオートフォーカス一眼レフカメラのαシリーズは、マニュアルフォーカスとの互換性をなくし絞りもボディー側から電子制御する等、電子化された新マウントミノルタAマウントを採用し、第1回ヨーロピアン・カメラ・オブ・ザ・イヤーを受賞するなど日本のみならず世界中でのヒットとなったが、1987年にアメリカ合衆国ハネウェル社が、同社の保有するオートフォーカス技術の特許侵害で訴訟を起こし、ミノルタは約1億ドルもの和解金を支払うこととなった。この特許侵害訴訟ではサブマリン特許という概念が日本企業に認知された。
このハネウェルとの特許訴訟に敗れたことに加え、キヤノン・ニコンが地道に改良を重ね、やがてカメラの売上でミノルタを上回るようになる。デジタルカメラの開発では競合他社に大きく遅れをとり、2003年にコニカと合併しコニカミノルタホールディングスとなってからも、CCDイメージセンサを動かすことで手ぶれを補正する「アンチシェイク」など独自の技術で他社に挑んだものの努力は実らず、次第に業績が悪化。
2006年1月19日、コニカミノルタホールディングスは翌2006年3月末に写真フィルムからレンズ・カメラに至る全ての写真関連分野から撤退することを発表した。「α」ブランドを含むデジタル一眼レフカメラについては先に提携を発表していたソニーに譲渡し、同時期をもって長年続いたミノルタのカメラ事業は幕を閉じた。

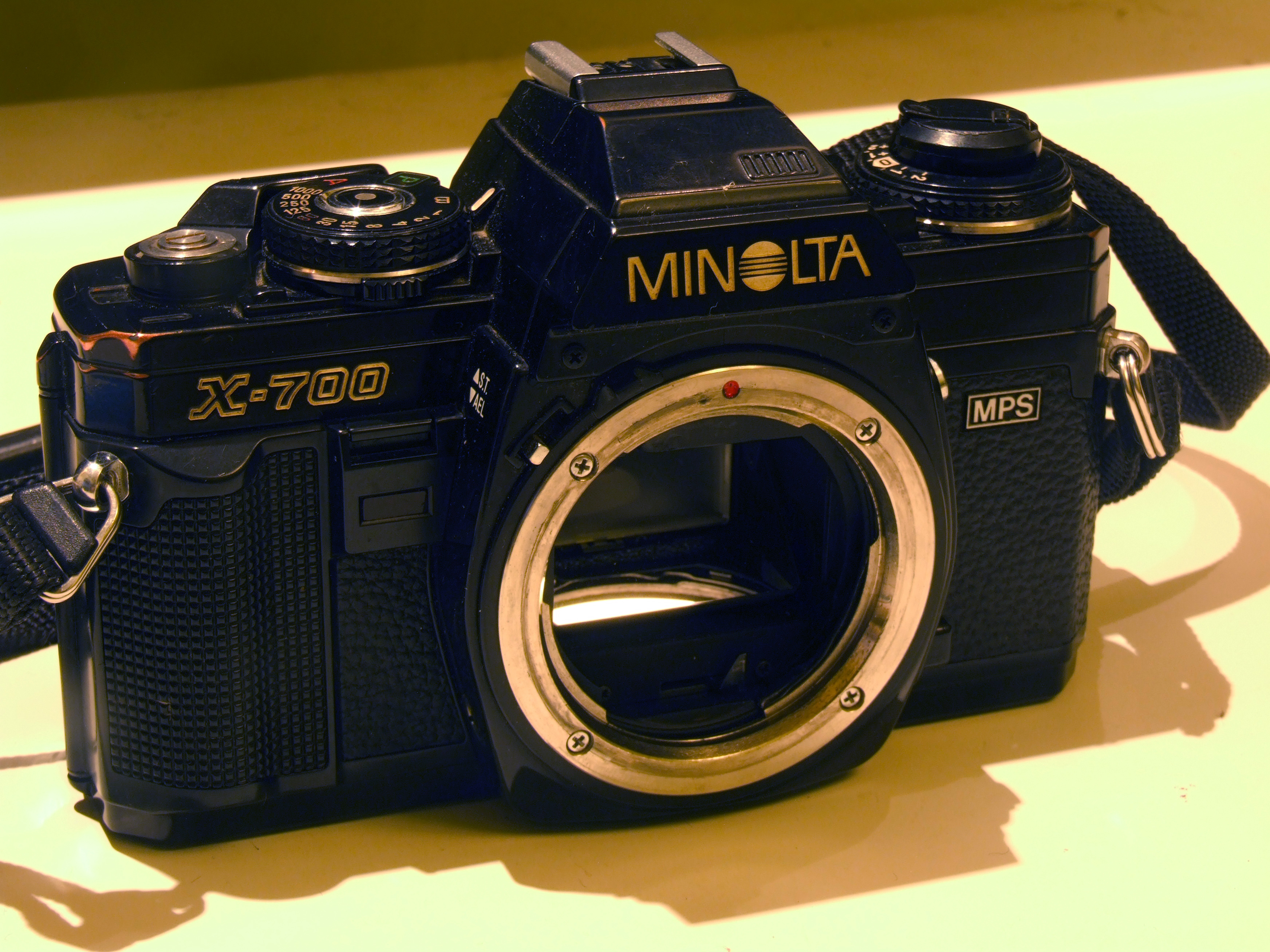
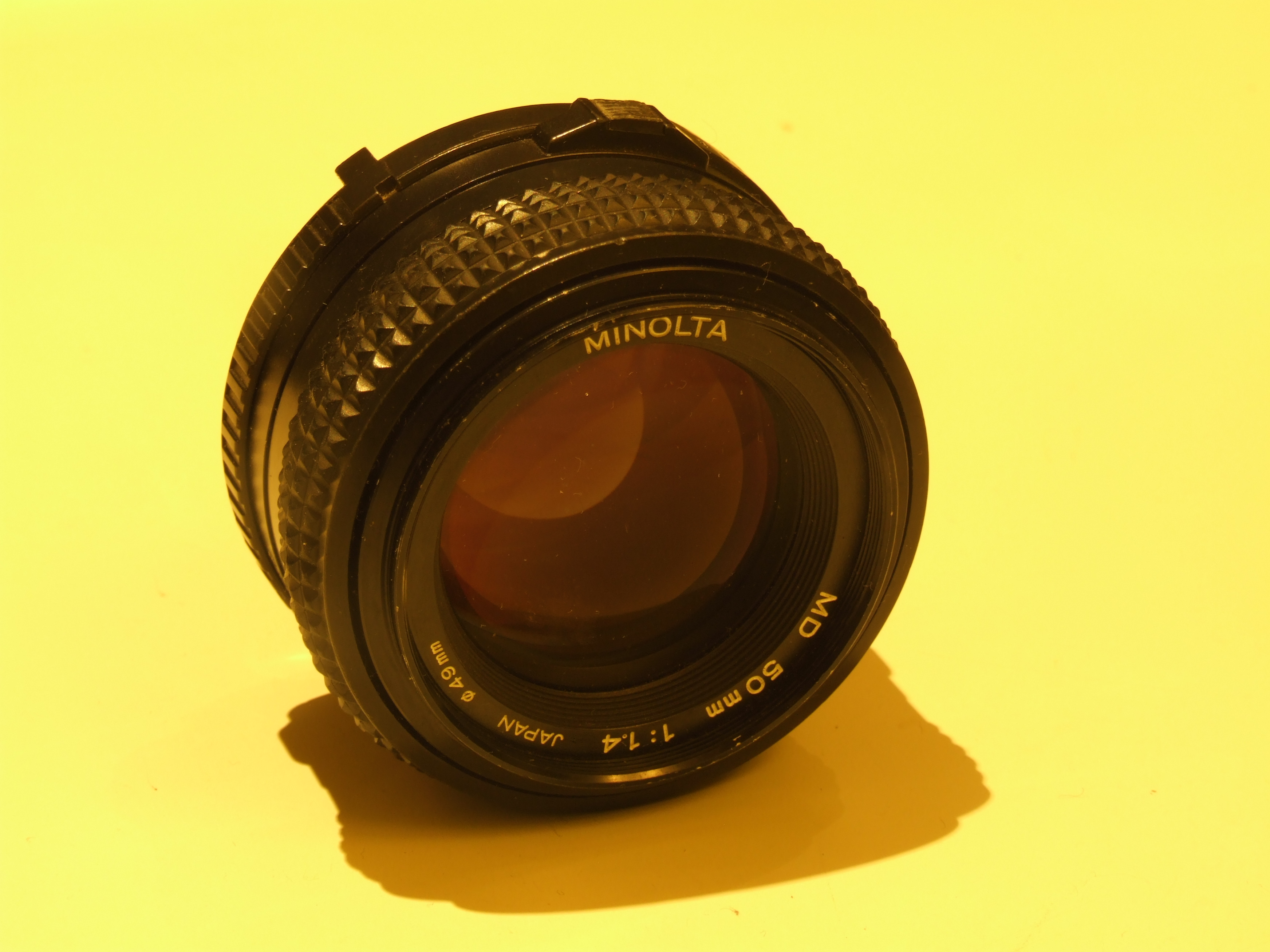

## ロッコール
ミノルタは早い時期からガラス熔解、研磨、コーティングまですべて自社の工場で行い「ロッコール」ブランドをつけていた。1941年入社の斎藤利衛に率いられた設計陣により設計されよく写る優秀なレンズが多く、レンズ製品のブランドロッコールはミノルタ製カメラの名を高らしめる原動力となった。ロッコールの名称は創業地である西宮市から近い神戸市六甲山にちなんで命名された。世界で初めてマルチコート（2層・アクロマチックコーティングと呼ばれる）が施されたのもロッコールレンズであり、このコーティングをされたレンズ特有の緑色の反射光から「緑のロッコール」と呼ばれ、有名になった。しかし1981年、ロッコールの名称は消えて単に「ミノルタレンズ」と表記されるようになった。これに関しては「レンズに独自の名称をつけないという当時の風潮に従った」という説と、「ニューMDレンズ開発の際、一部の光学レンズの供給を他社に頼ったため」との説がある。
ロッコールレンズには「ROKKOR-QF」というように、最後にアルファベット2文字の記号が付いているものがある。これはレンズの群数・枚数を表している。記号と数字の対応は以下の通りである。
群数記号
T=3、Q=4、P=5、H=6、S=7、O=8、N=9
枚数記号
C=3、D=4、E=5、F=6、G=7、H=8、I=9、J=10、K=11、L=12
したがって「ROKKOR-QF」は4群6枚となる。
また輸出向けレンズに限り「ROKKOR-X」、「CELTIC」の名前が付いているものが存在する。

## 経営統合後の事業再編
2003年8月にコニカと経営統合し、持株会社コニカミノルタホールディングスを発足させた。その際、ミノルタはコニカミノルタホールディングスの子会社となった。
その後、2003年10月にミノルタはコニカミノルタホールディングスに合併し、ミノルタの各事業は以下の各傘下会社にそれぞれ継承された。
- カメラ事業 コニカミノルタフォトイメージング
カメラ事業は、2003年10月にコニカミノルタカメラ（ミノルタが準備子会社として設立したミノルタカメラから改称）に継承されたが、2004年4月にコニカミノルタフォトイメージングと合併した。
カメラ事業から撤退した2006年4月1日には、カメラ並びにその関連製品（ただし、レンズ付フィルム「撮りっきりMiNi」は除く）の修理及び製品の問い合わせ等のアフターサービスはソニーのちケンコー・トキナーに委託された。
双眼鏡は株式会社ケンコー・トキナーに委託された。
2011年3月をもってコニカミノルタ製品のアフターサービスはケンコー・トキナーへ継承され、コニカミノルタフォトイメージングは解散した。
- 計測機器事業 コニカミノルタセンシング
- オプト（レンズユニット、光学撮像素子、デジタルディスクプレーヤー用レンズ）事業 コニカミノルタオプト
- 複写機事業 コニカミノルタビジネステクノロジーズ
- プラネタリウム事業 コニカミノルタプラネタリウム
- カメラ関連 ソニー製品情報[ex 1]
- 双眼鏡関連 ケンコー光学製品[ex 2]

その後、コニカミノルタセンシングとコニカミノルタオプトは2012年4月に事業再編を行い、コニカミノルタオプティクスとコニカミノルタアドバンストレイヤーに改称。2013年4月にグループ内の再編に伴い、コニカミノルタオプティクス、コニカミノルタアドバンストレイヤー、コニカミノルタビジネステクノロジーズを含む事業子会社7社がコニカミノルタホールディングスへ吸収合併し、同社はコニカミノルタ株式会社となった。